# ᶰ
Cette page contient des caractères spéciaux ou non latins. S’ils s’affichent mal (▯, ?, etc.), consultez la page d’aide Unicode.
ᶰ, appelée petite capitale n en exposant, petite capitale n supérieur ou lettre modificative latine petite capitale n, est un symbole phonétique obsolète de l’alphabet phonétique international ou un symbole phonétique de certaines variantes de l’alphabet phonétique ouralique. Il est formé de la petite capitale n ‹ ɴ › mise en exposant.

## Utilisation
Elie Lagercrantz a utilisé la petite capitale n en exposant dans sa variante de l’alphabet phonétique ouralique.
Avant 1989, la petite capitale n en exposant ‹ ᶰ › a été utilisé avant ou après le symbole d’une consonne uvulaire pour indiquer la prénasalisation ou la postnasalisation de celle-ci, par exemple [ᶰɢ] ou [ɢᶰ]. Depuis 1989, l’alphabet phonétique international utilise officiellement le n en exposant ‹ ⁿ › pour la prénasalisation.

## Représentations informatiques
La lettre modificative latine petite capitale n peut être représenté avec les caractères Unicode suivants ( extensions phonétiques – supplément) :
| formes       | représentations | chaînes de caractères | points de code | descriptions                                 |
| ------------ | --------------- | --------------------- | -------------- | -------------------------------------------- |
| modificative | ᶰ               | ᶰ                     | U+1DB0         | lettre modificative latine petite capitale n |

## Sources
- (en) Peter Constable, Proposal to add additional phonetic characters to the UCS (no N2740, L2/04-132), 19 avril 2004 (lire en ligne)
- (de) Eliel Lagercrantz, « Synopsis des Lappischen », Oslo Etnografiske Museums skrifter, Oslo, vol. 2, no 4,‎ 1941 (lire en ligne)
- (en) John Laver, Principles of phonetics, Cambridge, Cambridge University Press., coll. « Cambridge textbooks in linguistics », 1994 (lire en ligne)